# 宗教錫安主義

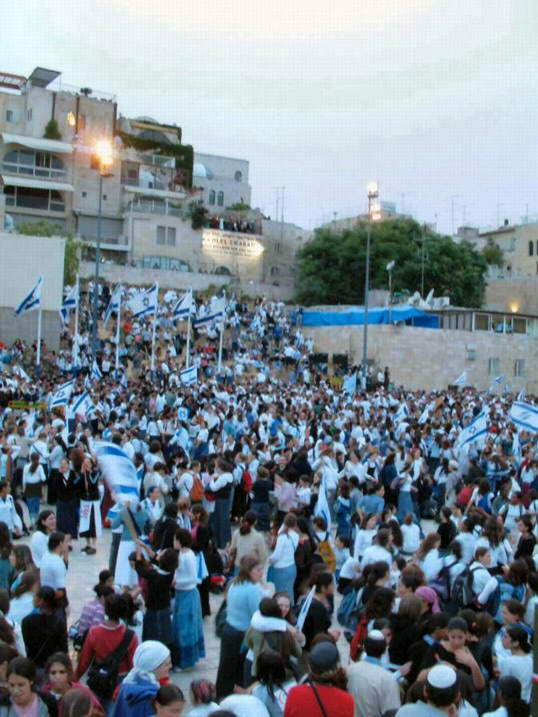
宗教錫安主義者庆祝耶路撒冷日，以色列

宗教錫安主義（羅馬化：Tziyonut Datit）是一種意識型態，視錫安主義为正统犹太教的基礎。
以色列建国前，大多数宗教錫安主義者都是虔诚犹太人。他们支持錫安主義者在以色列地上建立犹太国家的努力。宗教錫安主義三項信念：以色列地、以色列人和以色列律法。哈达尔是其派生社群，遵守更加保守的習慣，政治上更加國家主義。另一方面，也有宗教上不太严格的宗教錫安主義者，但政治光譜上未必不偏向國家主義。 

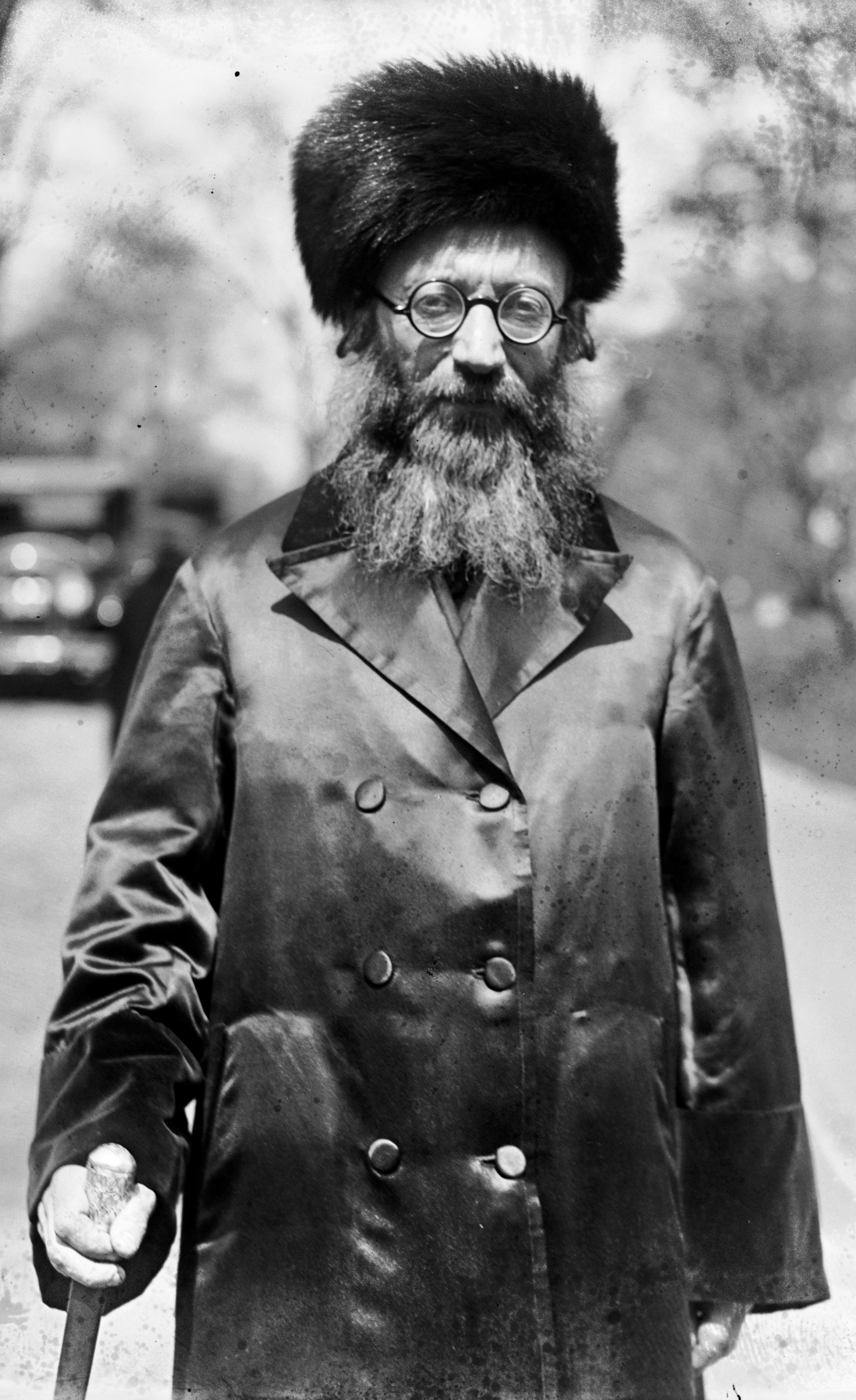
亞伯拉罕·艾薩克·庫克，1924年

## 历史

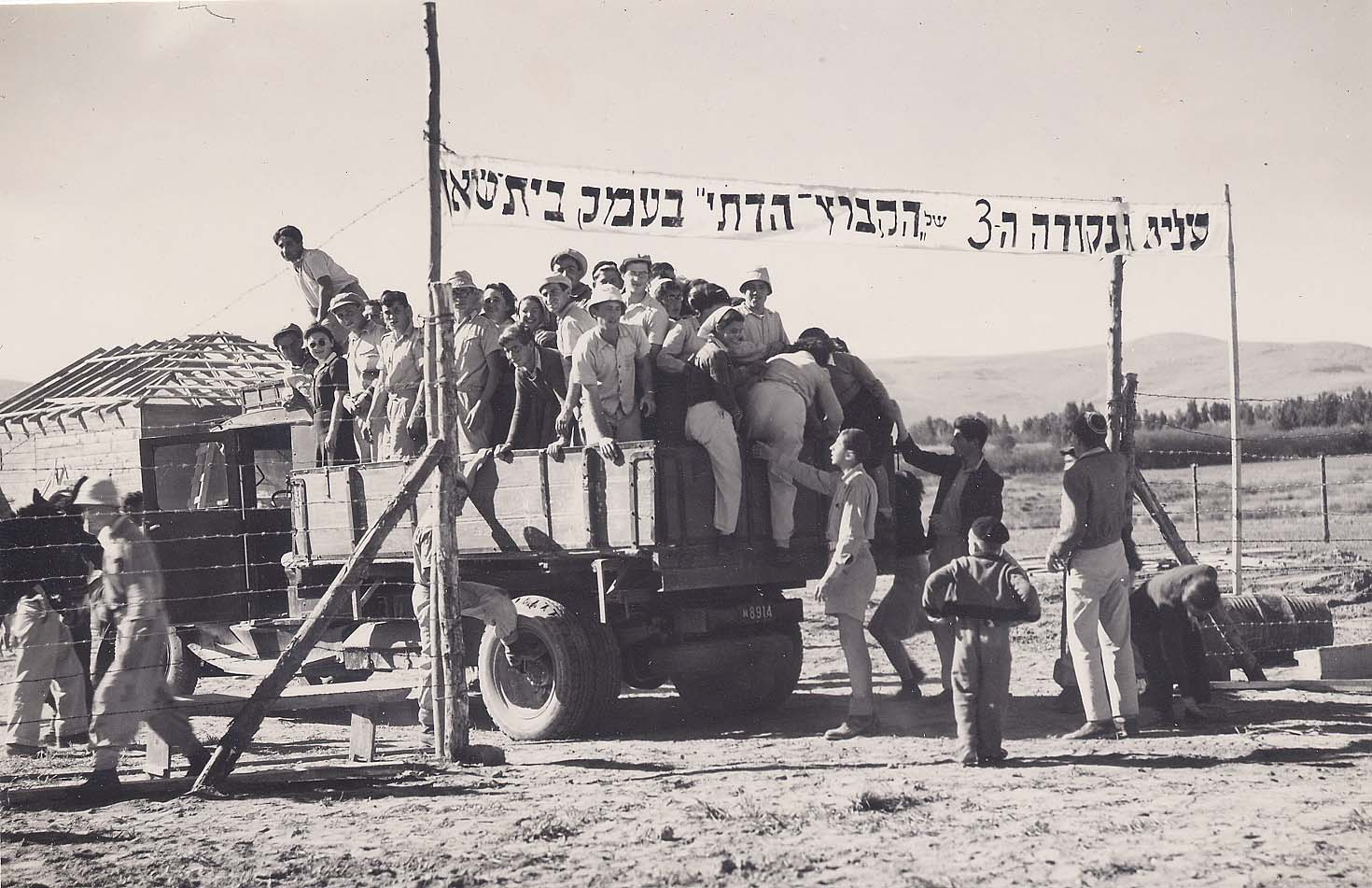
宗教錫安主義先驱创建基布兹哈纳齐夫，1946年

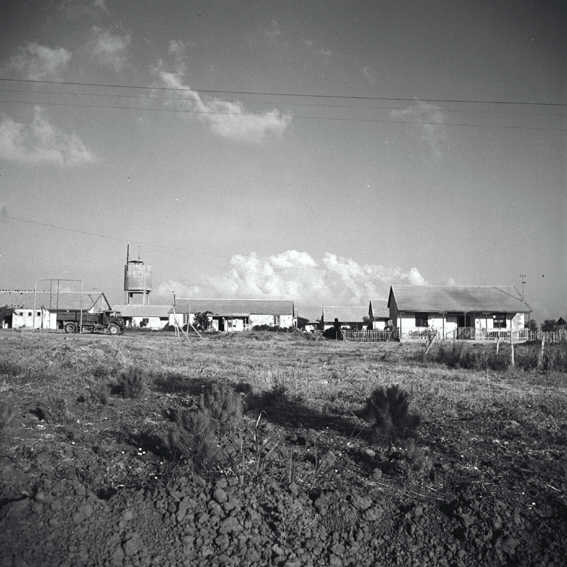
库乌扎特·亚夫内，1945年

1862年，德国正統派拉比茲維·赫希·卡利舍爾出版了《話說锡安》（Derishat Zion），主張先知所承诺的犹太人救赎只能通过猶太人自助来实现。 拉比摩西·施穆埃尔·格拉斯纳，是另一位支持錫安主義的著名拉比。现代宗教錫安主義的主要思想家是拉比亞伯拉罕·艾薩克·庫克，以犹太律法为錫安主義辩护，敦促年轻的犹太教徒致力於拓墾，敦促世俗勞工錫安主義者多加考虑犹太教。庫克将錫安主義视为上帝神圣计划的一部分，犹太人將在其祖国重新定居。此将为犹太人带来 “救贖”（Geula），接著救贖整个世界。当犹太家园的重建实现世界和谐之后，弥赛亚就会到来。1924年，庫克成为巴勒斯坦阿什肯纳兹系首席拉比，试图调和錫安主義与正统犹太教。

## 意識形態
宗教錫安主義者相信，以色列地是上帝应许给古代以色列人。现代犹太人有义务以符合《妥拉》正义高标准的方式，占有和保卫土地。对于散居海外的犹太人来说，耶路撒冷是圣地和復國的象征，正如上帝在众多圣经預言中所承诺的。尽管如此，1930年代之前，多數犹太人并没有接受錫安主義。多數宗教团体也反对錫安主義，認為试图藉由人力在以色列地重建犹太國家是亵渎神明的。在宗教上，加速救恩和弥赛亚的到来是禁止的。錫安主義是不相信上帝力量的标志，对上帝的反叛。庫克拉比对此提出了神学解答，为錫安主義提供宗教合法性：“錫安主義不仅仅是世俗犹太人的政治运动。实际上，錫安主義更是上帝促进其神圣计划并启动犹太人回归的工具。回到他们的祖先之地——祂应许给亚伯拉罕、以撒和雅各的土地。上帝希望以色列人回到他们的家乡，建立犹太国家，犹太人可以按照《妥拉》和《哈拉卡》生活在其中，并且遵守以色列的戒命（只能在以色列地上执行的宗教戒命）。此外，耕种以色列土地本身就是理應執行的誡命。因此，定居以色列是虔誠犹太教徒的义务，協助錫安主義实际上是奉行上帝的旨意。”
社会主义錫安主義将錫安主義运动视为在以色列地上建设先进社会主义社会的工具，同时解决反犹问题。早期的基布兹是公共屯墾點，专注于国家目标，不受宗教、犹太律法的約束。社会主义錫安主義，是欧洲犹太社群在猶太啟蒙運動後的结果。庫克的回答如下：
世俗的錫安主義者可能认为他们这样做是出于政治、民族或社会主义的原因，但事实上，他们来到以色列定居的真正原因是上帝在他们的灵魂中种下的犹太教火花（Nitzotz）。在他们不知情的情况下，他们正在为神圣的计划做出贡献，并实际上履行了伟大的成人礼。 “
“宗教錫安主義者的工作是帮助他们建立犹太国家，并将他们内心的宗教火花变成伟大的光芒。宗教錫安主義者应该向世俗錫安主義者表明錫安主義和對锡安的渴望實際上來自犹太教，用爱和善意教导他们《妥拉》。最终，他们将明白，《妥拉》律法是真正和谐和社会主义国家（不是马克思主义社會主義社會）的关键，成为各国（goyim）的光明并为世界带来拯救。”
梭羅莫·亞维内里闡釋库克回答的最后部分：
“⋯⋯以及那些先驱者的结局，他们探寻世俗主义和无神论的盲目性，但他们内心珍贵的光芒引导他们走上救赎之路──結果，他们是非出本意地實踐誡命，而他们終將有意識地實踐誡命。”

## 组织

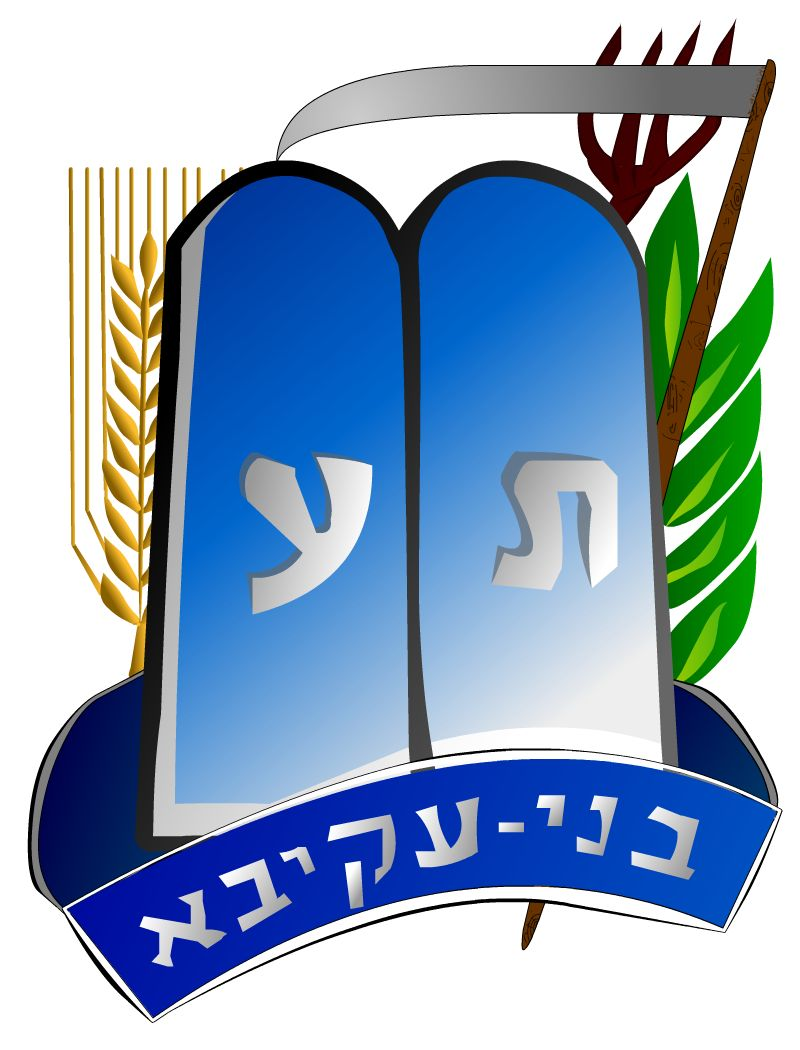
贝内·阿基瓦青年組織，結合妥拉与工作

第一批支持錫安主義的拉比是猶大·阿尔卡莱和茲維·赫希·卡利舍爾 。兩人认为，西欧犹太人在解放后的地位变化是迈向救赎（希伯來語：גאולה）的第一步，因此，人们必须通过自然救赎，来加速弥赛亚到來——其主要支柱是“離散者的聚集”（Kibbutz Galuyot），即人們返回以色列，从事农业工作（希伯來語：עבודת אדמה），以及复兴希伯来语日常使用。
1902年，维尔纳举行世界宗教錫安主義者大會，成立組織「米茲拉希」。米茲拉希开展青年組織Bnei Akiva ，成立于 1929 年。米茲拉希认为《妥拉》应该是錫安主義的中心，體現在米兹拉希標語「根据以色列的《妥拉》，以色列人在以色列地上生活」（Am Yisrael B'Eretz Yisrael al pi Torat Yisrael）中得到表达。米茲拉希視犹太民族主义为实现宗教目标的工具。米茲拉希是首个正式的宗教錫安主義政党，还建立了一套宗教学校网络。
1937年至1948年，宗教錫安主義者建立了三个定居點組團，每个組團有三个基布兹。第一个，提拉茲維在貝特謝安山谷；第二个，古什埃齐翁位於伯利恒以南的希伯伦山脉；第三个，在内盖夫西部。亚夫内建立在中部，是建國後形成的第四個組團。 

## 政党
1921年，基於宗教錫安主義的劳工組織勞工米茲拉希成立，高舉口号「妥拉與勞工」（Torah va'Avodah），代表欧洲和以色列上奉行宗教传统的勞工錫安主義者，並在以色列总工会中代表猶太教徒們。 1956 年，米茲拉希、勞工米茲拉希和其他宗教錫安主義者组建了全国宗教党，以促进以色列宗教錫安主義犹太人的权利。2003年选举前，全国宗教党 (NRP)一直是独立政党。2006年选举中，全国宗教党与民族联盟合并。2009年选举中，犹太人家園取代了全国宗教党。 其他宗教錫安主義的政党和团体有忠信社群、宗教錫安主義者黨和猶太民主國黨。梅尔·卡漢創立的凱煦是宗教錫安主義的激進派系，最终因种族主义，遭到取缔。如今，猶太力量黨是卡漢路線的主要組織。

### 代表人物

#### 拉比
- 梅厄·巴伊兰

#### 政治家
- 纳夫塔利·贝内特
- 海姆·德鲁克曼
- 尤利·埃德尔斯坦

### 註腳
1. ↑  Adriana Kemp, Israelis in Conflict: Hegemonies, Identities, and Challenges, Sussex Academic Press, 2004, pp. 314–315.
2. ↑  Zvi Hirsch Kalischer （页面存档备份，存于） (Jewish Encyclopedia)
3. ↑  Novak, David. "What Unites People of Faith across Religions, and Divides Them from Others." （页面存档备份，存于） Mosaic. 23 January 2020. 23 January 2020.
4. ↑  Samson, David; Tzvi Fishman. . Jerusalem: Torat Eretz Yisrael Publications. 1991.
5. ↑  Avineri, Shlomo. The Zionist Idea and Its Variations. Am Oved publishing, chapter 17: "Rabbi Kook — the dialection in salvation". p.222
6. ↑  Yossi Katz, "Settlement clustering on a socio-cultural basis: The bloc settlement policy of the Religious Kibbutz Movement in Palestine", Journal of Rural Studies, vol. 11, no. 2, pp. 161–171, 1995
7. ↑  .   [2023-11-04]. （原始内容存档于2023-11-20）.
8. ↑  .   [2023-11-04]. （原始内容存档于2023-06-27）.

### 延伸閱讀
- Aran, Gideon. Goldscheider, Jacob Neusner , 编.  Reprint. Eugene, Or: Wipf and Stock Publ. 2004: 259–282 [1990]  [2023-11-04]. ISBN 1-59244-943-3. （原始内容存档于2023-06-24）.
- Deshen, Charles Liebman (编). . Studies of Israeli Society, 7 Reprint. London; New York: Routledge. 2017 [1995]  [2023-11-04]. ISBN 978-1-56000-178-2. （原始内容存档于2023-07-07）.
- Gorny, Yosef. . Neusner  (编).  Reprint. Malden, Mass: Blackwell Publ. 2003: 477–494 [2000]  [2023-11-04]. ISBN 1-57718-058-5. （原始内容存档于2023-07-10）.
- Halpern, Ben. . Goldscheider, Jacob Neusner  (编).  Reprint. Eugene, Or: Wipf and Stock Publ. 2004: 94–113 [1990]  [2023-11-04]. ISBN 1-59244-943-3. （原始内容存档于2023-06-24）.
- Neusner, Jacob (1989). Who, Where, and What Is “Israel”? Zionist Perspectives on Israeli and American Judaism. Lanham, Md: University Press of America Studies in Judaism.
- Neusner, Jacob. . Louisville, Kentucky: Westminster/John Knox Press. 1991: 309–322  [2023-11-04]. ISBN 0-664-25348-2. （原始内容存档于2023-06-24）.
- Waxman (编). . Orthodox Forum Series. New York: Michael Scharf Publ. Trust, Yeshiva University Press. 2008  [2023-11-04]. ISBN 978-1-60280-022-9. （原始内容存档于2023-07-05）.